# 法師岡館
法師岡館（ほうしおかだて）は、青森県三戸郡南部町法師岡にあった日本の城。

## 沿革
同町法師岡集落の東方にある、馬淵川右岸の北側に張り出した小丘陵の上に建てられていた。
北方は川に面して急崖をなし、東側も急崖で、谷底は現在水田であるが、往時は水堀であったという。大手口東門は櫛引城に、西門は法師岡集落に通じていた。
築城時期は不明。館の由来は明らかでないが、南部氏の根城八館の一つで、天正年間（1573年-1592年）には櫛引氏一族の小笠原兵部、あるいは櫛引清長の弟・櫛引清政が居住した。
館主・小笠原兵部は、天正19年（1591年）の九戸政実の乱で九戸氏側に与し、櫛引清長らと共に九戸に入城したため、館は根城の八戸弥六郎および中野館の中野氏の攻撃を受けて陥落した。
平成14年（2002年）度農村振興総合整備事業にともなう試掘調査が青森県教育委員会により実施された。